# Badfinger (album)
Badfinger è il quinto album in studio del gruppo musicale britannico Badfinger, pubblicato nel 1974.

## Tracce
Side 1
1. I Miss You – 2:36
2. Shine On – 2:52
3. Love Is Easy – 3:08
4. Song for a Lost Friend – 2:52
5. Why Don't We Talk? – 3:45
6. Island – 3:40

Side 2
1. Matted Spam – 3:09
2. Where Do We Go from Here? – 3:25
3. My Heart Goes Out – 3:16
4. Lonely You – 3:48
5. Give It Up – 4:34
6. Andy Norris – 2:59

## Formazione
- Pete Ham - chitarra, piano, voce
- Tom Evans - basso, voce
- Joey Molland - chitarra, voce
- Mike Gibbins - batteria, voce